# Kitahiroshima (Hiroshima)
Ne doit pas être confondu avec la ville de Kitahiroshima située à Hokkaidō.
Kitahiroshima (北広島町, Kitahiroshima-chō) est un bourg du district de Yamagata, dans la préfecture de Hiroshima, au Japon.

## Géographie

### Localisation
Kitahiroshima est situé dans le nord-ouest de la préfecture de Hiroshima.

### Démographie
Au 1er août 2014, la population de Kitahiroshima s'élevait à 19 291 habitants répartis sur une superficie de 646,24 km2.

### Hydrographie
Le bourg est traversé par le fleuve Gōno.

## Patrimoine culturel
Kitahiroshima est célèbre pour le Mibu no hana taue, ou « rituel du repiquage du riz à Mibu », classé au patrimoine culturel immatériel de l'humanité.